# Salawati
Salawati es una de las cuatro mayores islas del archipiélago Raja Ampat en la provincia de Papúa Occidental, al noroeste de la isla de Nueva Guinea, Indonesia.
Tiene una superficie total de 1.623 km².
Otras islas del archipiélago son Misool, Batanta y Waigeo.
- Datos: Q975927